# División de Honor femenina de rugby 2014-15
La temporada 2014-15 de la División de Honor femenina de rugby es la quinta de esta competición en la que participarán ocho equipos.

## Equipos participantes
| Equipo               | Ciudad                     | Estadio                                     | Entrenador                                | Capitana         |
| -------------------- | -------------------------- | ------------------------------------------- | ----------------------------------------- | ---------------- |
| Complutense Cisneros | Madrid                     | Campo Central de la Universidad Complutense | Noé Macías                                | Marina Bravo     |
| CRAT                 | La Coruña                  | Campus de Elviña                            | Rogelio Sabio                             | Vanessa Rial     |
| GEiEG                | Gerona                     | Complex Esportiu Palau Sacosta              | Coral Vila                                | Núria Canals     |
| Getxo Errugbia       | Guecho                     | Fadura                                      | Kepa Andoni Saitua                        | Isabel Rodríguez |
| INEF Barcelona       | Barcelona                  | Feixa Llarga (Hospitalet de Llobregat)      | José Cayuelas                             | Eulalia Davi     |
| CR Majadahonda       | Majadahonda                | Valle del Arcipreste                        | Carmen Blanco                             | Laura Pérez      |
| Olímpico de Pozuelo  | Pozuelo de Alarcón         | Valle de las Cañas                          | Mª Cristina Guntín (jugadora-entrenadora) | Elena Bilbao     |
| XV Sanse Scrum       | San Sebastián de los Reyes | Polideportivo Dehesa Boyal                  | María Ribera (jugadora-entrenadora)       | Sara Rubio       |

### Principales traspasos
| Jugadora          | Procedencia             | Destino              |
| ----------------- | ----------------------- | -------------------- |
| Anna Barbanti     | Mustang Pesaro          | INEF Barcelona       |
| Marta Cabané      | GEiEG                   | Old Belvedere RFC    |
| Mónica Castelo    | Blagnac Saint-Orens RF  | CRAT                 |
| Maia Tua Davidson | Eketahuna RFC           | CRAT                 |
| Berta García      | CRAT                    | USA Perpignan        |
| Patricia García   | Olímpico de Pozuelo     | Waikato RU           |
| María Mateos      | CR Majadahonda          | Transilvania Gringos |
| Paula Medín       | Blagnac Saint-Orens RF  | CRAT                 |
| Natalia Ortega    | Olímpico de Pozuelo     | Thurrock RFCL        |
| Elsa Porto        | USA Perpignan           | CRAT                 |
| Elena Redondo     | Olímpico de Pozuelo     | USA Perpignan        |
| Vanessa Ríal      | Blagnac Saint-Orens RF  | CRAT                 |
| Eleonora Ricci    | Umbria Rugby Ragazze    | CRAT                 |
| María Sobrinos    | Hillhead Jordanhill RFC | Olímpico de Pozuelo  |
| Cristina Song     | GEiEG                   | USA Perpignan        |
| Shaan Waru        | Eketahuna RFC           | CRAT                 |
| Paula Xutglà      | Gòtics RC               | GEiEG                |

## Clasificación
| \| \| Clasificación División de Honor Femenina 2014-2015 \| |                                                    |   |   |   |   |     |     |      |   |        |
|                                                             | Equipo                                             | J | G | E | P | PF  | PC  | +/-  | b | Puntos |
| 1                                                           | CRAT                                               | 7 | 6 | 0 | 1 | 186 | 64  | +122 | 5 | 29     |
| 2                                                           | Olímpico de Pozuelo                                | 7 | 6 | 0 | 1 | 209 | 59  | +150 | 3 | 27     |
| 3                                                           | Getxo Errugbia                                     | 7 | 5 | 1 | 1 | 149 | 94  | +55  | 4 | 26     |
| 4                                                           | GEiEG                                              | 7 | 4 | 1 | 2 | 138 | 113 | +25  | 2 | 20     |
| 5                                                           | INEF Barcelona                                     | 7 | 3 | 0 | 4 | 140 | 72  | +68  | 6 | 18     |
| 6                                                           | XV Sanse Scrum                                     | 7 | 2 | 0 | 5 | 58  | 184 | -126 | 0 | 8      |
| 7                                                           | CR Majadahonda                                     | 7 | 1 | 0 | 6 | 78  | 202 | -124 | 2 | 6      |
| 8                                                           | Complutense Cisneros                               | 7 | 0 | 0 | 7 | 44  | 214 | -170 | 2 | 2      |
|                                                             | Clasificación División de Honor Femenina 2014-2015 |   |   |   |   |     |     |      |   |        |

 Sistema de puntuación
- Perder por una diferencia de siete puntos o inferior suma 1 punto de bonus.

## Temporada regular

### 1.ª jornada
|  | Local | vs. | Visita |  |  |

|  | Local | vs. | Visita |  |  |

|  | Local | vs. | Visita |  |  |

|  | Local | vs. | Visita |  |  |

### 2.ª jornada
|  | Local | vs. | Visita |  |  |

|  | Local | vs. | Visita |  |  |

|  | Local | vs. | Visita |  |  |

|  | Local | vs. | Visita |  |  |

### 3.ª jornada
|  | Local | vs. | Visita |  |  |

|  | Local | vs. | Visita |  |  |

|  | Local | vs. | Visita |  |  |

|  | Local | vs. | Visita |  |  |

### 4.ª jornada
|  | Local | vs. | Visita |  |  |

|  | Local | vs. | Visita |  |  |

|  | Local | vs. | Visita |  |  |

|  | Local | vs. | Visita |  |  |

### 5.ª jornada
|  | Local | vs. | Visita |  |  |

|  | Local | vs. | Visita |  |  |

|  | Local | vs. | Visita |  |  |

|  | Local | vs. | Visita |  |  |

### 6.ª jornada
|  | Local | vs. | Visita |  |  |

|  | Local | vs. | Visita |  |  |

|  | Local | vs. | Visita |  |  |

|  | Local | vs. | Visita |  |  |

### 7.ª jornada
|  | Local | vs. | Visita |  |  |

|  | Local | vs. | Visita |  |  |

|  | Local | vs. | Visita |  |  |

|  | Local | vs. | Visita |  |  |

## Play-off por el título
|  | Semifinales      | Semifinales      | Semifinales    |                |      | Final     | Final     | Final     |  |
|  | 26 de abril      | 26 de abril      | 26 de abril    |                |      | 2 de mayo | 2 de mayo | 2 de mayo |  |
|  |                  |                  |                |                |      |           |           |           |  |
|  |                  |                  |                |                |      |           |           |           |  |
|  | CRAT             | CRAT             | 25             |                |      |           |           |           |  |
|  | CRAT             | CRAT             | 25             |                |      |           |           |           |  |
|  | GEiEG            | GEiEG            | 5              |                |      |           |           |           |  |
|  | GEiEG            | GEiEG            | 5              |                | CRAT | CRAT      | 39        |           |  |
|  |                  |                  |                |                | CRAT | CRAT      | 39        |           |  |
|  |                  |                  | Getxo Errugbia | Getxo Errugbia | 5    |           |           |           |  |
|  | Olímpico Pozuelo | Olímpico Pozuelo | Getxo Errugbia | Getxo Errugbia | 5    | 15        |           |           |  |
|  | Olímpico Pozuelo | Olímpico Pozuelo |                |                |      | 15        |           |           |  |
|  | Getxo Errugbia   | Getxo Errugbia   | 17             |                |      |           |           |           |  |
|  | Getxo Errugbia   | Getxo Errugbia   | 17             |                |      |           |           |           |  |
|  |                  |                  |                |                |      |           |           |           |  |

### Semifinales
|  | Local | vs. | Visita |  |  |

|  | Local | vs. | Visita |  |  |

### Gran Final
|  | Local | vs. | Visita |  |  |

| FB            | 15 | María José Porcar       |
| RW            | 14 | Turena Mikaela Lorie    |
| OC            | 13 | Vanessa Rial (c)        |
| IC            | 19 | Shaan Waru              |
| LW            | 11 | Silvia Vázquez          |
| FH            | 10 | Mary Davidson           |
| SH            | 9  | Laura Vázquez           |
| N8            | 8  | Cecilia Martínez        |
| OF            | 7  | Elsa Porto              |
| BF            | 24 | Paula Medín             |
| RL            | 5  | María Eugenia Casacchia |
| LL            | 4  | Mónica Castelo          |
| TP            | 16 | Eleonora Ricci          |
| HK            | 2  | Selene Roz              |
| LP            | 1  | Carmen Martos           |
| Suplentes:    |    |                         |
| HK            | 3  | Carmen Virginia Padín   |
| PR            | 6  | Raquel Bahomonde        |
| LK            | 17 | Diana Dapena            |
| PR            | 18 | Isabel Lamas            |
| WG            | 20 | Mariana Rodríguez       |
| SH            | 21 | Paula Burillo           |
| CE            | 22 | Olaya López             |
| WG            | 23 | Laura María Quiroga     |
| Entrenador:   |    |                         |
| Rogelio Sabio |    |                         |

| FB                 | 15 | Andrea Arnaiz       |  |
| RW                 | 13 | Lide González       |  |
| OC                 | 11 | Arantzazu Olabarria |  |
| IC                 | 12 | Rosanna Estanyol    |  |
| LW                 | 19 | Ainara Alfageme     |  |
| FH                 | 25 | Alba Estanyol       |  |
| SH                 | 12 | Bárbara Plà         |  |
| N8                 | 24 | Nerea Agirre        |  |
| OF                 | 8  | Mirene Etxebarri    |  |
| BF                 | 5  | Carmen Pérez        |  |
| RL                 | 3  | Ainara Domínguez    |  |
| LL                 | 50 | Irantzu Carral      |  |
| TP                 | 4  | Ana Elisa Masa (c)  |  |
| HK                 | 2  | Garazi Uriarte      |  |
| LP                 | 16 | Paula Echeverría    |  |
| Suplentes:         |    |                     |  |
| PR                 | 48 | Eva Rincón          |  |
| LP                 | 1  | Lucía Masa          |  |
| RL                 | 17 | Isabel Martín       |  |
| UB                 | 22 | Maider Gutiérrez    |  |
| FL                 | 6  | Olatz Zuazo         |  |
| FL                 | 21 | Aitziber Tamara     |  |
| CE                 | 23 | Arene Díaz          |  |
| Entrenador:        |    |                     |  |
| Kepa Andoni Saitua |    |                     |  |

## Estadísticas Jugadoras

### Máximas Anotadoras de Puntos
| 1ª | Àfrica Félez     | GEiEG            | (2E, 10T, 6GC, 0D) | 48 ptos |
| 2ª | Isabel Macías    | Olímpico Pozuelo | (5E, 9T, 1GC, 0D)  | 46 ptos |
| 3ª | Vanessa Ríal     | CRAT             | (7E, 1T, 0GC, 0D)  | 37 ptos |
| 4ª | Irene Schiavon   | Olímpico Pozuelo | (3E, 9T, 1GC, 0D)  | 36 ptos |
| 5ª | Anna Ramón       | INEF Barcelona   | (6E, 0T, 0GC, 0D)  | 30 ptos |
| 5ª | Isabel Rodríguez | Getxo Errugbia   | (6E, 0T, 0GC, 0D)  | 30 ptos |

E = Ensayos;  T = Transformaciones;  GC = Golpes de Castigo;  D = Drop-Goals 

solo partidos jugados en la fase regular

### Máximas Anotadoras de Ensayos
| 1ª | Vanessa Ríal       | CRAT                | 7 |
| 2ª | Anna Ramón         | INEF Barcelona      | 6 |
| 2ª | Isabel Rodríguez   | Getxo Errugbia      | 6 |
| 4ª | Isabel Macías      | Olímpico de Pozuelo | 5 |
| 4ª | Isabel Rico        | Olímpico de Pozuelo | 5 |
| 6ª | Iera Echevarria    | Olímpico de Pozuelo | 4 |
| 6ª | Elisabeth Martínez | GEiEG               | 4 |
| 6ª | Marta Sánchez      | CR Majadahonda      | 4 |
| 6ª | Garazi Uriarte     | Getxo Errugbia      | 4 |
| 6ª | Shaan Waru         | CRAT                | 4 |

solo partidos jugados en la fase regular

## Play-off de Ascenso

### 1ª Fase: Ligas Territoriales
| Pos | Andalucía     | Aragón                 | Castilla y León          | Catalunya           |
| --- | ------------- | ---------------------- | ------------------------ | ------------------- |
| 1º  | Univ. Sevilla | INEF Lleida            | CR Albéitar              | INEF Barcelona      |
| 2º  | CR Málaga     | CDU Unizar             | El Salvador              | GEiEG               |
| 3º  | CDU Granada   | CRS Tarazona           | Independiente RC         | UE Santboiana       |
| 4º  |               | Fénix CR               | ADUS                     | Barcelona Enginyers |
| 5º  |               | Ingenieros de Soria CR | UBU Aparejadores         | Gòtics RC           |
| 6º  |               | Quebrantahuesos RC     | Gijón RC                 |                     |
| 7º  |               |                        | Palencia RC              |                     |
| 8º  |               |                        | Universidad RC Cantabria |                     |

| Pos | Com. de Madrid         | Com. Valenciana      | Euskadi        | Galicia           | R. de Murcia      |
| --- | ---------------------- | -------------------- | -------------- | ----------------- | ----------------- |
| 1º  | XV Hortaleza RC        | CAU Valencia         | Getxo Errugbia | CRAT              | Squalos Mar Menor |
| 2º  | CRC Pozuelo            | Valencia RC          | La Única RT    | Campus Ourense RC | CUDER             |
| 3º  | Águilas de Toledo CRT  | CP Les Abelles       | Hernani CRE    | Vigo RC           | CR Lorca          |
| 4º  | Industriales Las Rozas | Univ. Católica V.    | Gaztedi RT     | Muralla RC        | CRU Cartagena     |
| 5º  | CR Liceo Francés       | Universidad Alicante | Durango RT     | CR Lalín          |                   |
| 6º  | Arquitectura           | CR La Vila           | Eibar RT       | Mareantes RC      |                   |
| 7º  | Olímpico Pozuelo "B"   | CR La Safor          |                |                   |                   |
| 8º  | Jabatas RC             | Elche RU             |                |                   |                   |
| 9º  | RAC Lobos              |                      |                |                   |                   |

### 2ª Fase: Liguilla de promoción
La liguilla de ascenso se disputará el 11 y 12 de abril en el Polideportivo Juan Panblo II de Madrid.
Los equipos aspirantes quedan divididos en dos grupos.
| GRUPO-A                |
| XV Hortaleza RC        |
| La Única RT            |
| Universidad de Sevilla |

| GRUPO-B             |
| Barcelona Enginyers |
| CAU Valencia        |
| Vigo RC             |